# اریک توربا
اریک توربا (مجاری: Erik Torba; ۱ فوریهٔ ۱۹۹۶) کشتی‌گیر اهل مجارستان است.
وی در مسابقات بین‌المللی در مجموع برندهٔ ۲ مدال نقره، ۲ مدال برنز شده‌است.